# Terremoto dell'Irpinia del 1466
Il terremoto dell'Irpinia del 1466 è stato un evento sismico di magnitudo 6.1 che colpì i giustizierati di Principato Citra, Principato Ultra e Basilicata (corrispondenti approssimativamente alle attuali province di Salerno, Avellino e Potenza), tutti facenti parte del regno di Napoli. Il terremoto avvenne nella notte sul 15 gennaio, intorno alle ore 2:15, con epicentro in prossimità dei monti Eremita - Marzano alla sinistra idrografica del fiume Sele e circa 10 km a sud della sella di Conza.
Il sisma seguì, a distanza di  poco più di nove anni, il ben più catastrofico terremoto del 4 dicembre 1456 che aveva causato decine di migliaia di vittime in molte regioni dell'Italia meridionale. Non è tuttavia possibile stabilire se vi fosse correlazione tra i due eventi poiché non si hanno notizie precise inerenti all'attività sismica locale nel decennio 1456-1466 né si conosce la localizzazione esatta dell'epicentro dell'evento del 1456.
La scossa sismica del 15 gennaio 1466 colpì, in proporzione, un'area relativamente più ristretta e spopolata causando quindi un numero di vittime senza confronto inferiore, ma pur sempre notevole (quantomeno nell'ordine delle centinaia). Tra i centri più devastati vi furono Calabritto (ove vi furono 24 morti), Conza della Campania (20 morti) e Teora (13 morti); in tali località il sisma fu risentito con intensità pari all'VIII-IX grado della scala Mercalli. In altri centri quali Balvano, Buccino, Calitri, Caposele, Colliano, Laviano, Muro Lucano, Oliveto, Palomonte, Pescopagano, Quaglietta, Ricigliano, Ruvo del Monte, San Gregorio Magno e Vallata vi furono certamente danni e vittime, ma in numero imprecisato. In molti altri borghi della zona furono registrati danni di entità indeterminata. Di contro nella capitale Napoli, ove la durata della scossa venne stimata in un miserere (circa un minuto), si scatenò il panico generale ma non furono registrati danni di sorta.